# Iglesia de la Sangre (Liria)
La iglesia de la Sangre de Liria, también denominada “Antigua Iglesia de Santa María” o "Iglesia de Santa María de la Sangre", está ubicada en la plaza de la Villa Antigua, de la mencionada localidad. Está catalogada como Bien de interés cultural, con número de anotación ministerial: R-I-51-0000165 y fecha de disposición de su catalogación como Monumento Nacional, 29 de septiembre de 1919.

## Historia
La iglesia se encuentra situada en la colina donde se asentaba la antigua ciudad medieval. Levantada sobre la antigua mezquita, fue el primitivo templo parroquial hasta 1646, fecha en la cual el culto pasó a la nueva Iglesia Parroquial de la Asunción de Nuestra Señora, convirtiéndose en ese momento en una cofradía: la Cofradía de la Sangre.
Se sabe que su construcción se inició bajo el obispado de Andrés de Albalat, entre los años 1253, fecha de la carta de poblamiento a los vecinos de Liria y 1262, con la designación del Infante Pedro, como señor de Liria; terminándose la obra probablemente en 1279, poco tiempo después de la donación de la parroquia de Liria al monasterio de Portaceli.

## Descripción
Por su estructura se puede catalogar como "iglesia de reconquista", erigida en la transición del románico al gótico, entre los siglo XIII y XIV. Presenta planta rectangular con una sola nave (que habría absorbido la sala de oración hipóstila de la mezquita aljama), que está dividida en seis tramos por cinco arcos diafragma apuntados, que sustentan la techumbre, que es de madera a dos aguas. Este artesonado está decorado con representaciones caballerescas, de animales mitológicos y de motivos vegetales y heráldicos como la flor de lis. En la viga situada en el presbiterio aparecen tres escenas religiosas excepcionales: la huida a Egipto de José y María, la Virgen con niño y la crucifixión, en la que se representa a Cristo crucificado con la Virgen y San Juan. En sucesivas ampliaciones se levantaron las capillas laterales, por lo que no son todas iguales, ni tampoco utilizan los mismos materiales de construcción, ya que los muros de estas ampliaciones son de mampostería, mientras que la fábrica inicial es de cantería; ni presenta policromía en la techumbre de madera. En el primer espacio entre los dos muros de carga (crujía), se situó el coro de madera (al cual se puede acceder por una escalera de estilo góticomudéjar), mientras que en el resto de crujías se instalan las capillas de los siglos XIV y XV, que fueron realizadas con bóveda de crucería por debajo del artesonado. La fachada de los pies, que presenta la portada a la iglesia, está realizada en tapial y tiene en la parte superior una espadaña de ladrillo, mientras que la portada(que se construyó unos sesenta años después de la primitiva puerta lateral), está realizada en piedra caliza, es abocinada y presenta tres arquivoltas con finas columnillas. La fachada lateral, recae hacia el sudeste, y conserva el muro original en la primera y última crujía; mientras que las restantes están ocupadas por las capillas laterales. En la cuarta crujía destaca la portada lateral llamada "Portal del Hòmens" ( sencilla portada con un arco de medio punto adovelado), la cual da paso a la capilla de menor altura, en la que se ubica el púlpito. Por su parte, en la fachada noreste se encontraba la casa abadía; en ese mismo lado se conserva un aljibe con tres naves cubiertas con bóveda de cañón.
En su interior se pueden contemplar obras pictóricas entre las que destaca “El Martirio de san Pedro de Verona” y las escenas de “La vida de santa Bárbara”.
También tiene esta iglesia un campanario, que se emplaza en el lado izquierdo de sus pies. Se trata de un campanario con una base inferior, un segundo cuerpo macizo y un tercer cuerpo de campanas. Antes de la restauración (en 1997) presentaba un remate del siglo XVIII.